# Унгарска революция (1848 – 1849)
Вижте пояснителната страница за други значения на Унгарска революция.
Унгарската революция от 1848 – 1849 година е въстание на унгарците срещу националния и феодалния гнет в Австрийската империя.
Подобно на останалите революционни движения, които се развиват по същото време в други части на империята, унгарското цели ограничаване на властта на монарха чрез въвеждане на представително управление. Унгарските революционери начело с Лайош Кошут целят и премахване на крепостното право и други привилегии на висшата аристокрация, които спъват усилията за модернизиране на икономиката. Голяма част от тези промени са осъществени по мирен път след началото на революцията през март 1848 година, но пренебрегването на интересите на останалите народности в Унгарското кралство (хървати, сърби, румънци, словаци) и реакцията на австрийските консерватори водят до кървави междуособици. Към края на същата година те прерастват в открита война, в която австрийските войски завладяват унгарската столица Пеща, но по-късно са изтласкани и унгарският парламент обявява Хабсбургската династия за свалена. Унгарската революция е разгромена през август 1849 година след намесата на руския цар Николай I, който изпраща армията си в помощ на австрийския император Франц Йосиф.

## Предистория
Вследствие от битката при Мохач през 1526 година Унгария – векове наред велика сила на Балканите и в Централна Европа – губи своята независимост. Продължилото близо век и половина османско господство приключва по време на Великата турска война от края на XVII век, когато унгарските земи са завоювани от австрийците. В рамките на Австрийската империя те образуват Унгарското кралство, което е подчинено на императора и неговото правителство. Местните жители се ползват с ограничено самоуправление под формата на съсловни събрания на крупните аристократи–земевладелци.
С разпространението на идеите на Просвещението и Романтизма през последните десетилетия на XVIII и първите на XIX век се пробужда и унгарският национализъм. Първоначално проявленията му са главно в културната сфера – с творчеството на автори като Дьорд Бешенеи и Ференц Кьолчеи и с основаването на Унгарския национален музей (1802) и на Унгарската академия на науките (1825). В началото на 30–те години на XIX век се появяват проектите на Ищван Сечени и Йожеф Йотвьош за стопанска модернизация и политическа реформа. Вдъхновена от призивите на Сечени, по това време израства силна либерална партия, която овладява долната камара на парламента в Пожон (днешна Братислава) и встъпва в продължителна борба с имперските власти и поддържащите ги магнати. През 40–те години либералите успяват да прокарат някои реформи като достъпност на обществените служби за неблагородници и замяната на латинския с унгарския език като официален в съдилищата и парламента. По-радикалните искания за равноправие, религиозна свобода, парламентарно правителство и премахване на крепостното право са блокирани от правителството, въпреки пълната победа на реформаторите в изборите от 1847 година.

## Начало на Унгарската революция
В края на 1847 и началото на 1848 година, след три години суша и слаба реколта, избухват селски вълнения срещу ангарията. Първоначално те са ограничени локално в Бекеш и хърватските земи, където селяните завземат господарските имоти, но с настъпването на пролетта се разрастват и заплашват да прераснат в общо въстание. По същото време, новините за Февруарската революция в Париж и Мартенското въстание във Виена предизвикват размирици и в унгарските градове. На 15 март 1848 година група радикали начело с Шандор Петьофи и Йожеф Ирини вдигат бунт в Пеща, прогонват австрийските наместници и издигат списък с демократични и националистичеки искания, които включват: отмяна на цензурата, освобождаване на политическите затворници, установяване на представителна съдебна система и равенство пред закона, премахване на феодалните привилегии, създаване на национално правителство, отговорно пред унгарския парламент, и обединение с Великото херцогство Трансилвания (исторически дял на Унгарското кралство отпреди османското нашествие и родина на компактно маджарско население). Освен в Пеща, вълнения възникват в Дьор, Секешфехервар, Сегед и на други места.
Стреснати от тези събития, император Фердинанд назначава най-изявените реформатори в правителство начело с умерения либерал Лайош Батяни, а консерваторите в горната камара на парламента в Пожон утвърждават дълго блокираните законопроекти за премахване на ангарията и десятъка и за въвеждане на всеобщо данъчно облагане. Парламентарното мнозинство, водено от журналиста Лайош Кошут, не се задоволява с това. То прокарва закон, с който освобождава правителството в Пеща от подчиненото му положение спрямо Виена и го поставя под контрола на унгарския парламент. Следващите от поредицата „Мартенски закони“ относно бюджета и въоръжените сили дооформят независимостта на Унгарското кралство. След утвърждаването им от Фердинанд на 11 април, то остава свързано с Австрийската империя само в лицето на императора–крал.

## Реакция на славяните и румънците в Унгария
Революциите в Австрийската империя насърчават не само унгарците, но и останалите народности в Унгарското кралство (сърби, хървати, словаци, румънци), които съставляват близо половината от населението му, да издигнат искания за самостоятелност. Парламентът в Пеща ги провокира допълнително като налага унгарския за единствен и задължителен официален език, ограничава избирателните им права и предявява претенции към земите им като част от Унгария.
Още през март 1848 година се надигат сърбите и хърватите по така наречената „Военна граница“ и прилежащите ѝ територии. В Загреб хърватските националисти начело с Людевит Гай избират „Временен национален съвет“ и организират масови демонстрации. Свиканият в началото на юни парламент (събор) се застъпва за автономия на хърватските области (заедно със Славония и Далмация) и федерализация на Австрийската империя. В сътрудничество с назначения от императора управител (бан) генерал Йосип Йелачич той отхвърля разпоредбите от правителството на Батяни. Междувременно, през май, скупщина на сърбите в Сремски Карловци обявява независимост от Унгария. Скупщината избира местния митрополит Йосиф Раячич за патриарх, а офицера от австрийската армия Стеван Шупликац за войвода (управник) на Войводина, обхващаща етнически смесените области Банат, Бачка, Бараня и част от Срем. Опитът за преговори с Кошут се провалят и през юни се стига до въоръжени сблъсъци между сърби и унгарци. В конфликта се намесват и сърбите от Сръбското княжество, които, въпреки възраженията на османския си сюзерен, изпращат пари, оръжие и доброволци в помощ на сънародниците си. С разрастването на боевете броят на доброволците, преминали Сава и Дунав, достига 10 000 души.
Размириците в Трансилвания избухват през април 1848, на първо време като израз на недоволство от ограничената аграрна реформа, която освобождава стотици хиляди румънски селяни от господарите им – унгарци, но без достатъчно или с никаква земя. Призивите на унгарските революционери за присъединяване на областта към Унгарското кралство водят до политизиране на конфликта. През май многолюдно събрание на трансилванските румънци в Блаж приема резолюция, с която търси от австрийския император признание като „четвърта нация“ в съюза на привилегированите унгарци, секели и немци и настоява за пропорционално представителство в управлението на областта. Доминираният от унгарците трансилвански парламент, който се събира в края на същия месец в Коложвар (днешен Клуж-Напока), пренебрегва напълно тези искания, гласувайки за обединение с Унгария. Това решение не спомага за умиротворяване на областта, тъй като румънците не се отказват от исканията си.

## Ескалация на конфликта (юли – ноември 1848)

### Хърватско нашествие
На първо време император Фердинанд подкрепя унгарското правителство срещу сепаратистите, отзовавайки Йелачич от Хърватия. В замяна, Батяни обещава да изпрати подкрепления на имперските войски за потушаване на въстанието в Северна Италия. Но новоизбраният парламент, който се събира в Пеща в началото на юли 1848 година, поставя неизпълнимо условие: разоръжаване на всички противници на териториалната цялост на Унгарското кралство. За справяне със заплахата от хървати и сърби, по искане на Кошут депутатите вземат решение за набиране на 200 000 бойци в националната гвардия (Honvéd) и гласуват извънреден данък за издръжката им.
Унгарската мобилизация раздухва страха на австрийските генерали от разцепление на армията и на самата империя. Окуражени от успехите си в Италия (победата на фелдмаршал Радецки над пиемонтците при Кустоца), те повеждат политика на конфронтация с унгарците. В края на август имперското правителство отхвърля решенията на унгарския парламент по военните и финансовите въпроси и скоро след това възстановява Йелачич начело на Хърватия. На 11 септември 1848 година хърватският бан прекосява Драва с многобройна армия и настъпва към Пеща с обяснението, че иска да възстанови единството на империята.

### Разрив между Австрия и Унгария
Хърватското нахлуване предизвиква правителствена криза в Унгария. С наближаването на Йелачич част от министрите се оттеглят от постовете си. В тази обстановка австрийските власти изпращат граф Франц фон Ламберг в Пеща като главнокомандващ на всички войски в Унгария (включително и на тези на Йелачич) под претекст да сложи край на междуособицата. Подозирайки опит за преврат, унгарските депутати отказват да признаят правомощията му, а на 28 септември графът е линчуван от разгневена тълпа на моста между Буда и Пеща. Убийството на Ламберг води до пълен разрив на отношенията с императора и оставка на министър-председателя Батяни, който не успява да се справи с размириците. Цялата власт в Унгария минава в ръцете на Кошут и оглавявания от него Комитет за народна защита.
В началото на октомври Фердинанд обявява унгарския парламент за разпуснат и упълномощава Йелачич да наложи военно положение в Унгария. Дни по-рано обаче Йелачич е спрян в битката при Пакозд, югозападно от Буда, и принуден да отстъпи на запад. Австрийските власти решават да изпратят подкрепления на хърватския генерал, но с тези си разпореждания възпламеняват отново революцията във Виена. Размириците в имперската столица отлагат планираната австрийска офанзива, но унгарците започват първи въоръжените действия като изпращат армия в подкрепа на виенчани. В битката при Швехат в края на октомври тази все още слабо обучена войска търпи поражение, а малко след това въстанието във Виена е потушено.

### Кланета в Трансилвания
Едновременно с хърватско-унгарския и австрийско-унгарския конфликт в Подунавието ескалира и междуетническият конфликт в Трансилвания. Провокирано от репресивните действия на местната администрация, в края на септември ново румънско събрание в Блаж обявява унгарската власт за „терористична“. Избраният от събранието комитет се заема да въоръжи сънародниците си. От своя страна, секеите се обявяват в защита на унгарската конституционна монархия и признават водачеството на Кошут. През октомври те нападат и плячкосват немски и румънски селища в околностите на Турда и Коложвар. В отговор румънски чети, извършват масови кланета над унгарци в Залатна, край Херманщат и на други места. С помощта на румънския водач Аврам Янку, към края на ноември дислоцираните в областта австрийски войски възстановяват властта на императора над почти цяла Трансилвания.

## Унгарска освободителна война (декември 1848 – септември 1849)

### Австрийска окупация на Пеща
С потушаването на Виенското въстание в края на октомври Австрия се стабилизира вътрешнополитически начело с министър-председателя Феликс Шварценберг. На 2 декември 1848 година отстъпчивият и неспособен император Фердинанд абдикира в полза на 18-годишния си племенник Франц Йосиф. Новият император не е обвързан като чичо си с ангажимента да спазва Мартенските закони и произтичащите от тях конституционни права на Унгария. По тази причина унгарският парламент отказва да признае смяната на монарха. По-късно през същия месец имперската армия под командването на фелдмаршал Алфред Виндишгрец настъпва в Унгарското кралство и на 5 януари 1849 година влиза в Пеща. Комитетът за национално спасение и парламентът начело с Кошут се оттеглят оттатък Тиса, в Дебрецен, откъдето продължават съпротивата. Още през декември 1848 унгарските войски постигат обрат в Трансилвания. Начело с полския генерал Юзеф Бем те завземат Клуж и изтласкват австрийците към границата с Влашкото княжество.

### Провъзгласяване на независимостта
Срещу Виндишгрец, който настъпва от Пеща към Дебрецен, е по-трудно. В края на февруари 1849 край Каполна, западно от временната унгарска столица, се състои голяма битка, която е неуспешна за унгарците. Скоро след нея Франц Йосиф прогласява нова конституция, с която Унгарското кралство е орязано териториално и превърнато в обикновена провинция на Австрия. Тази стъпка се оказва прибързана, защото през април унгарските войски, предвождани от Артур Гьоргей, печелят редица победи и прогонват австрийците на запад. На 14 април 1849 година унгарският парламент провъзгласява династията на Хабсбургите за свалена и определя Лайош Кошут за върховен управител на Унгария.
По същото време унгарците печелят големи успехи на всички фронтове. Още през март генерал Бем овладява почти цяла Трансилвания и изтласква руските войски, навлезли в Брашов и Херманщат от съседна Влахия. Друг унгарски военачалник – Мор Перцел, изтласква сърбите от Банат и Бачка. Унгарската артилерия срива град Нови Сад. Едва през юни Перцел е разбит от войските на бан Йелачич.

### Интервенция на Русия и потушаване на революцията
На 21 май армията на Гьоргей овладява с щурм крепостта Буда, отбранявана в продължение на седмици от австрийски гарнизон. В същия ден император Франц Йосиф се среща във Варшава с руския цар Николай I, за да приключи проточилите се повече от месец преговори за военна помощ срещу унгарските революционери. Руски войски навлизат в Източна Унгария още в края на май. Основните сили начело с фелдмаршал Иван Паскевич настъпват от Галиция. Други руски части подкрепят австрийската армия на Юлиус Хайнау, която притиска Гьоргей в Западна Унгария и в края на юни завзема Дьор. Унгарските войски са далеч по-малобройни от руско-австрийските, а раздорът между Кошут и Гьоргей отслабва допълнително съпротивата. В началото на юли 1849 правителството е принудено (за втори път след януари същата година) да напусне Пеща и да се премести в Сегед.
В този момент унгарският парламент прави стъпка към помирение с етническите малцинства. На 28 юли той приема резолюция, гарантираща правото на малцинствата на свободно развитие чрез широка употреба на родния език в администрацията и съда, училищна и църковна автономия и пълноправен достъп на румънци, сърби и представители на другите народности до управлението на свободна Унгария. Дошъл твърде късно, този жест не помага на унгарските революционери.
В края на юли и първите дни на август нахлулите от Влахия руски войски печелят решителни успехи в Трансилвания. В това време главната руска армия настъпва от север, а напредващият от запад Хайнау завзема Сегед и на 9 август нанася тежко поражение на унгарците в битката при Темешвар. Два дни по-късно Кошут предава властта на Гьоргей в Арад и бяга заедно с други политици в Османската империя. Самият Гьоргей смята съпротивата за безнадеждна и на 13 август се предава на руснаците край Вилагош. Последната унгарска крепост – отбраняваният от генерал Дьорд Клапка град Комаром, пада в края на септември.

## Последици
Австрийските войски потушават Унгарската революция с голяма жестокост. Няколкостотин души са екзекутирани, сред тях и бившият министър-председател Лайош Батяни и 13 генерали, предадени от руснаците. Повече от 10 000 души са осъдени на затвор за участието си в бунта срещу императора. Репресиите продължават до 1850 година, когато военният управител Хайнау е сменен с цивилна администрация начело с вътрешния министър Александър Бах. Областите със смесено население – Трансилвания, Войводина и Банат, са отделени от същинска Унгария, която на свой ред е поделена на пет административни области с немскоезична администрация.
Изградената по този начин централизирана монархия не успява да задържи позициите си в Италия и Германия под напора французи, италианци и прусаци. Още след поражението във войната с Наполеон III и Пиемонт в 1859 година Франц Йосиф прави опит да укрепи империята си, като приобщи унгарците към управлението, но опозицията начело с Ференц Деак остава непреклонна. Тя реализира исканията си след Австро-пруската война, когато Унгария получава собствени конституция, парламент и правителство с „Компромиса“ (на немски: Ausgleich) от 1867 година. Останалите народности, които помагат на императора да победи през 1849 година – хървати, сърби, румънци и словаци, никога не получават същите привилегии.
Феодалните привилегии остават в миналото завинаги след 1848 година. Законът за отмяна на крепостничеството е утвърден и допълнен през 1853 с оземляването на бившите крепостни селяни.